# Diócesis de Tanais
La diócesis de Tanais o de Tana (en latín: Dioecesis Tanensis y en italiano: Diocesi di Tanais) fue una circunscripción eclesiástica de la Iglesia católica en Rusia. Se trataba de una diócesis latina, inmediatamente sujeta a la Santa Sede. Fue suprimida de hecho por los otomanos en 1471 y restaurada como diócesis titular en 1925. Desde el 8 de septiembre de 1965 es sede vacante.

## Territorio y organización

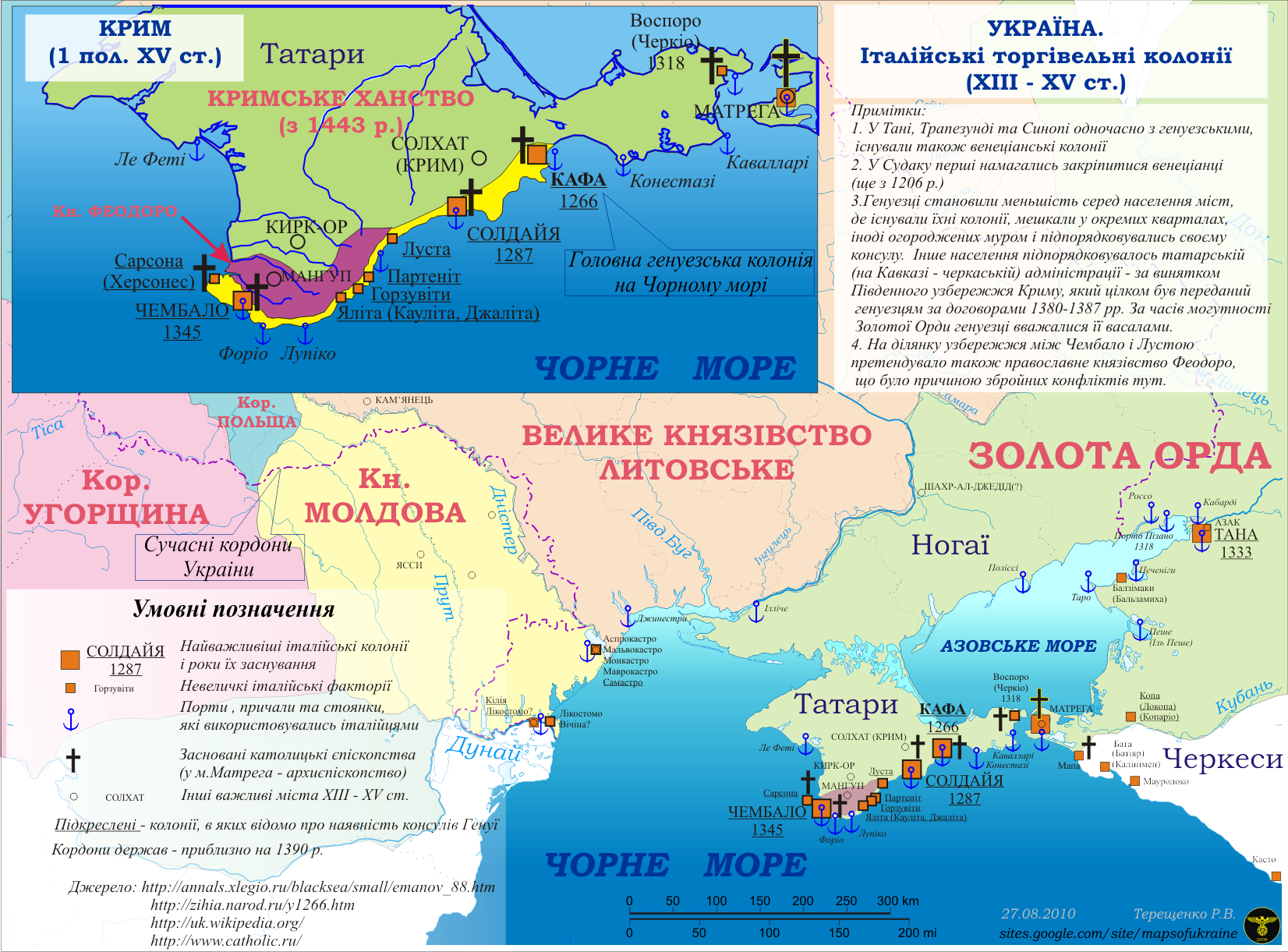
Mapa que muestra la ubicación de Tana

La diócesis extendía su jurisdicción sobre los fieles católicos de rito latino residentes en la ciudad de Tana, que era parte de la colonia de Gazaria de la República de Génova. El área pertenece a la actual óblast de Rostov en Rusia.
La sede de la diócesis se encontraba en la ciudad de Tana, ubicada en las inmediaciones de la actual ciudad de Azov.

## Historia

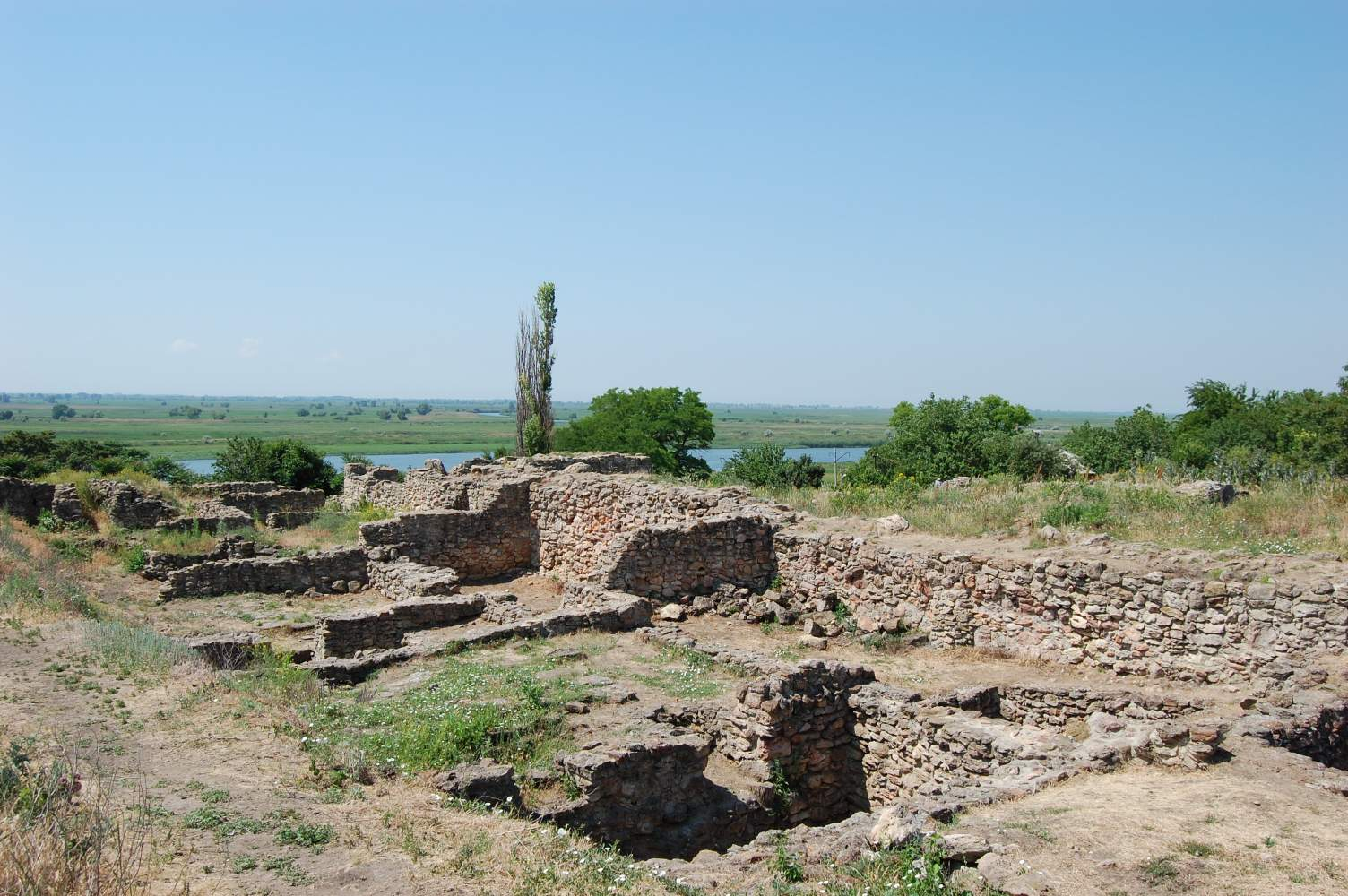
Ruinas de la ciudad de Tanais

Tanais, ubicada en el sitio de la actual Nedvigovka, fue una antigua colonia griega y luego romana en la costa del mar de Azov que fue destruida por los godos en 330, y en el siglo V fue de nuevo destruida y abandonada por la presión de los hunos y por la colmatación del puerto. 
A finales del siglo XII Tana surgió como un asentamiento comercial de comerciantes de la República de Venecia en la desembocadura del río Don. Después de 1204, Génova también obtuvo acceso a la ciudad, construyendo una fortaleza militar y comercial habitada por comerciantes y marineros italianos, exclusivamente hombres. La ocupación más rentable era la trata de esclavos. Numerosas publicaciones y diversas notas de viaje dejan claro que las repúblicas genovesa y veneciana establecieron sus asentamientos cerca uno del otro.
La diócesis de Tanais o Tana fue erigida en 1300 y Reginaldo di Spoleto fue su primer obispo. En 1307 el papa Clemente V erigió la arquidiócesis de Janbalic en China, nombrando a Juan de Montecorvino como primer arzobispo con el título de arzobispo principal (summus archiepiscopus) para gobernar la Iglesia en todo el dominio del Imperio mongol (in toto dominio Tartarorum). Según el Provinciale publicado por Konrad Eubel en su Hierarchia catholica y fechado en el siglo XIV, 6 diócesis sufragáneas formaban parte de la provincia eclesiástica de Janbalic: Zayton (en China), Caffa, Sarai (más tarde sede metropolitana), Tanais, Kumukh (Montis Caspiorum seu Cumuchensis) (las 4 en la Horda de Oro) y Almalik (en el Kanato de Chagatai).

1. Cambalien. cum suffr.: Zaitonen., Caphen., Saraien., Tanen., Montiscaspen. seu Cumuchen., de Armalech.

En 1343 Tana fue capturada por el kan Janibek del Imperio mongol, lo que tuvo un efecto perjudicial en Grecia e Italia, donde había una grave escasez de cereales y pescado salado exportados desde las regiones del mar de Azov y del mar Negro. Janibek expulsó a los italianos de Tana por un período de 5 años. El 18 de junio de 1344, Venecia y Génova firmaron un acuerdo para resolver sus reivindicaciones mutuas y emprender acciones conjuntas contra Janibek.
Desde mediados del siglo XIII Tana pagó tributo a la Horda de Oro. Tras la caída de Janbalic en manos de la dinastía Ming en 1368, parece que la diócesis de Tanais continuó como inmediatamente sujeta a la Santa Sede. En 1395 el ejército de Tamerlán arrasó la ciudad, destruyendo por completo sus murallas. Fue reconstruida por los genoveses y saqueada por los tártaros de kan Pulad en 1410 y luego en 1418. A pesar de toda la destrucción, Tana fue reconstruida varias veces y la diócesis sobrevivió hasta la ocupación otomana de la ciudad en 1471, que poco tiempo después fue abandonada en favor de la Fortaleza de Azov.

### Diócesis titular
Desde 1925 Tanais figura entre las sedes episcopales titulares de la Iglesia católica. Desde el 8 de septiembre de 1965 es sede vacante.

## Episcopologio
- Reginaldo di Spoleto, O.P. † (1300-?)
- Enrico, O.F.M. † (15 de agosto de 1345-? falleció)
  - Cosma, O.F.M. † (20 de marzo de 1370-?) (administrador apostólico)
- Giovanni † (mencionado en 1380)
- Corrado, O.P. † (mencionado en 1382)
- Matteo † (? falleció)
- Antonio di Lepanto, O.P. † (3 de julio de 1422-? falleció)
- Nicola di Troia, O.F.M. † (27 de julio de 1425-?)
- Francesco † (? falleció)
- Basilio, O.F.M. † (11 de noviembre de 1439-? falleció)
  - Erboldo † (mayo de 1441-15 de abril de 1450 falleció) (antiobispo)
- Matteo di Pontremoli, O.P. † (16 de septiembre de 1464-?)

### Obispos titulares
- Juan José Maíztegui y Besoitaiturria, C.M.F. † (17 de julio de 1926-24 de febrero de 1933 nombrado arzobispo de Panamá)
- Joseph Tsui Shou-hsün † (16 de marzo de 1933-11 de abril de 1946 nombrado obispo de Weixian)
- Andrew J. Roborecki † (14 de febrero de 1948-3 de noviembre de 1956 nombrado eparca de Saskatoon)
- Raúl Francisco Primatesta † (14 de junio de 1957-12 de junio de 1961 nombrado obispo de San Rafael)
- Agustín Adolfo Herrera † (24 de julio de 1961-8 de septiembre de 1965 nombrado obispo de San Francisco)